# Friesland (Wisconsin)
Friesland – wieś w Stanach Zjednoczonych, w stanie Wisconsin, w hrabstwie Columbia.